# Neumarkt-Kallham
Neumarkt-Kallham (niem. Bahnhof Neumarkt-Kallham) – stacja kolejowa w Neumarkt im Hausruckkreis, w kraju związkowym Górna Austria, w Austrii. Znajduje się w km 29,729 linii Wels – Passau i jest punktem wyjściowym dla Innkreisbahn przez Ried im Innkreis do Simbach am Inn i Linzer Lokalbahn (LILO).
Stacja została otwarta w 1861 roku jako stacja przelotowa na Passauer Bahn. Wraz z rozpoczęciem operacji na Innkreisbahn w 1870 stała się stacją węzłową. W 1908 Otwarto Linzer Lokalbahn do Waizenkirchen. Od 2008 do 2010 roku stacja została całkowicie zmodernizowana i przebudowana za kwotę 53 mln €. Linia Linzer Lokalbahn, która do tej pory kończyła się na placu dworcowym przed budynkiem, została wpięta do układu stacji kolejowej.
W 2016 w konkursie VCÖ-Bahntest stacja zajęła 8 miejsce spośród małych dworców kolejowych.

## Linie kolejowe
- Linia Wels – Passau
- Linia Innkreisbahn
- Linia Linzer Lokalbahn